# Sanford, Alabama
Sanford är en småstad (town) i Covington County i den amerikanska delstaten Alabama med en yta av 10,4 km² och en folkmängd, som år 2009 uppgick till 269 invånare.